# カレル・メンゲルベルク
カレル・メンゲルベルク（Karel Mengelberg、1902年7月18日 ユトレヒト – 1984年7月11日 アムステルダム）は、オランダの作曲家、指揮者、音楽学者および音楽評論家。息子のミシャ・メンゲルベルクは著名なジャズ・ピアニストで作曲家。

## 略歴
由緒ある芸術家の家庭に生まれ、おじのウィレム・メンゲルベルクは名高い指揮者であった。ベルテ・ヘウエルとウィレム・ペイペルに師事して初めて作曲を学ぶ。1923年から1927年までベルリン高等音楽学校に留学し、ユリウス・プリューヴァー（1874年 - 1943年）に指揮法を、レオ・シュラッテンホルツ（1872年 - 1955年）とエミール・フォン・レズニチェクに作曲法を、ジークフリート・オクスに合唱指揮を師事した。その後はヘルマン・シェルヘンにも学び、1929年から1932年までベルリン工科大学でカール・ヴィリー・ヴァーグナー（1883年 - 1953年）に師事して音響学で学位を取得した。
ベルリンでは、研究活動のかたわら劇場の演奏家や合唱指揮者としても活動し、とりわけ楽譜出版社であるウニヴェルザール出版社のために、ピアノスコアの作成を引き受けた。1927年から1930年までグライフスヴァルトやケーニヒスベルクで最初の任務に就いている。1933年まで、ドイツ国営放送協会の顧問やドイツ放送の音楽監督としてベルリンで活動した。1933年に政治的見地からベルリンを離れてバルセロナやキエフで活動し、1938年までにオランダに帰国。アムステルダムに転居して、とりわけさまざまな音楽学校の教壇に立ち、フリーランスの指揮者としても活動した。1947年から1956年までアメルスフォールト音楽学校の校長に就任し、1945年から1972年までは、日刊紙『自由民報（オランダ語: Het Vrije Volk）』などさまざまな機関紙で音楽評論欄を担当した。1938年から1962年まで「オランダ作曲家連盟」の書記長を務めている。
オーケストラの指揮者としては、アムステルダム・コンセルトヘボウ管弦楽団やユトレヒト交響楽団などを歴任した。
作曲家としては、管弦楽曲や室内楽曲、さまざまな声楽曲のほか、演劇用・放送用の付随音楽や、映画音楽を手懸けた。1950年と1954年には、アムステルダム市作曲大賞を授与され、1951年には放送用の楽曲でイタリア賞を獲得している。